# 管道腐蚀

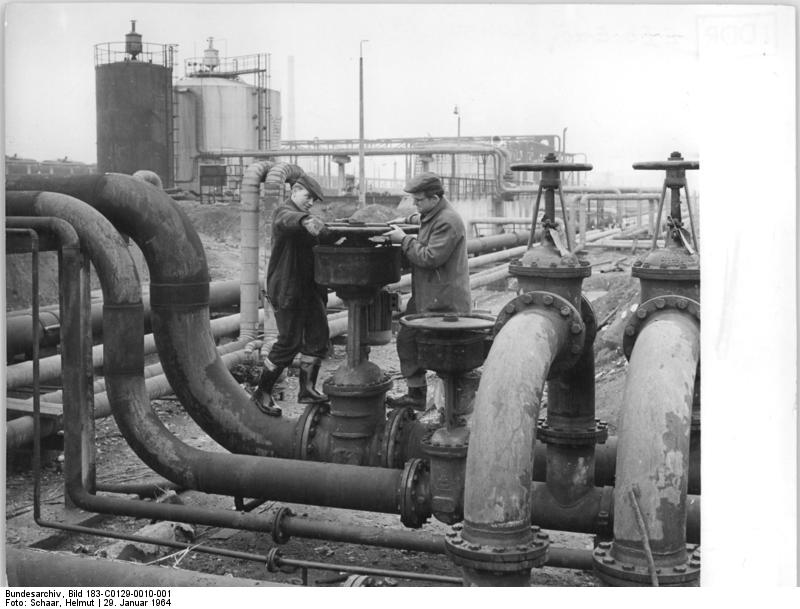
图中可以看见管道遭到腐蚀的锈斑

管道腐蚀是指输送液体（如：石油及石油产品）的管道因化学反应或其他原因发生腐蚀而导致管道的老化，主要有吸氧腐蚀、细菌腐蚀和二氧化硫腐蚀等等多种类型，延缓管道的腐蚀即管道防腐是管道养护的重要环节，也是促进管道输送行业安全生产的重点之一。

## 成因及分类

### 形成原因
管道腐蚀，是石油化工行业中经常遇到了问题之一，由于石油及其产品为复杂的混合物，其中含有酸、碱、盐以及其他腐蚀性物质，外加裸露于露天受到日晒雨淋，因此容易发生腐蚀反应。而且腐蚀之后造成的设备损坏极易造成安全隐患并引发事故，每年全世界因各类腐蚀所造成的的损失占总GDP的3%—4%，如何延缓腐蚀，抵御腐蚀已经成为一个工业生产和管道输油行业的重要课题之一。随着石油开采量的急剧增长，现阶段不少油田都处于开采的后期， 主力油田都进入了高采出比、高含水阶段，油田的油水分离难度加大，原油变稠、变重，含水、含盐增加，硫含量、酸值升高，增加了原油的腐蚀性，对输油管道的防腐工作增加了挑战。

### 分类与机理
依据管道腐蚀机理的不同，管道腐蚀可以分为以下几种类型：
- 吸氧腐蚀：石油及其产品中常含有一定的水分，还溶解有氧气，水中分子氧的腐蚀作用是通过阴极上耗氧反应进行的，其电极反应如下：

中性条件下：O2 + 2H+ + 4e → 2OH−
碱性条件下：O2 + 2H2O + 4e → 4OH−
酸性条件下：O2 + 4H+ + 4e → 2H2O
- 二氧化硫腐蚀：由于输送的物料常常含有硫使得管线内含硫物将积累变多，而管线底部积水中的二氧化硫对钢管可发生酸的再生循环反应。首先由二氧化硫、氧气、铁反应生成硫酸亚铁，然后硫酸亚铁水解成氧化物和游离酸，游离酸又加速铁的腐蚀，生成新的硫酸亚铁，硫酸亚铁再水解，如此反复循环加速了对管线底部的腐蚀；
- 硫化氢腐蚀，石油常常含有大量的硫化氢，硫化氢气体本身基本上并不对对管道造成腐蚀，然而当其遇到管线中的水分形成溶液后，便会电离出氢离子，对管道进行腐蚀，同时，硫化氢溶液还会被氧化形成硫酸，加剧对管道的腐蚀；
- 二氧化碳腐蚀：大气降水中含有二氧化碳，二氧化碳溶于水后形成碳酸，碳酸中的酸性对管道具有腐蚀性，由于多数管道为钢铁材质，钢铁是铁碳合金，铁和碳都能导电，而在相对活动性强的铁和相对活动性弱的碳之间形成了原电池，在此作用下，腐蚀反应速度加快，上述多种腐蚀效应都能因此加速进行；
- 细菌腐蚀，管道内存在多种细菌，细菌可以代谢盐类物质，使得管道的铁被腐蚀。[5]

## 防腐措施

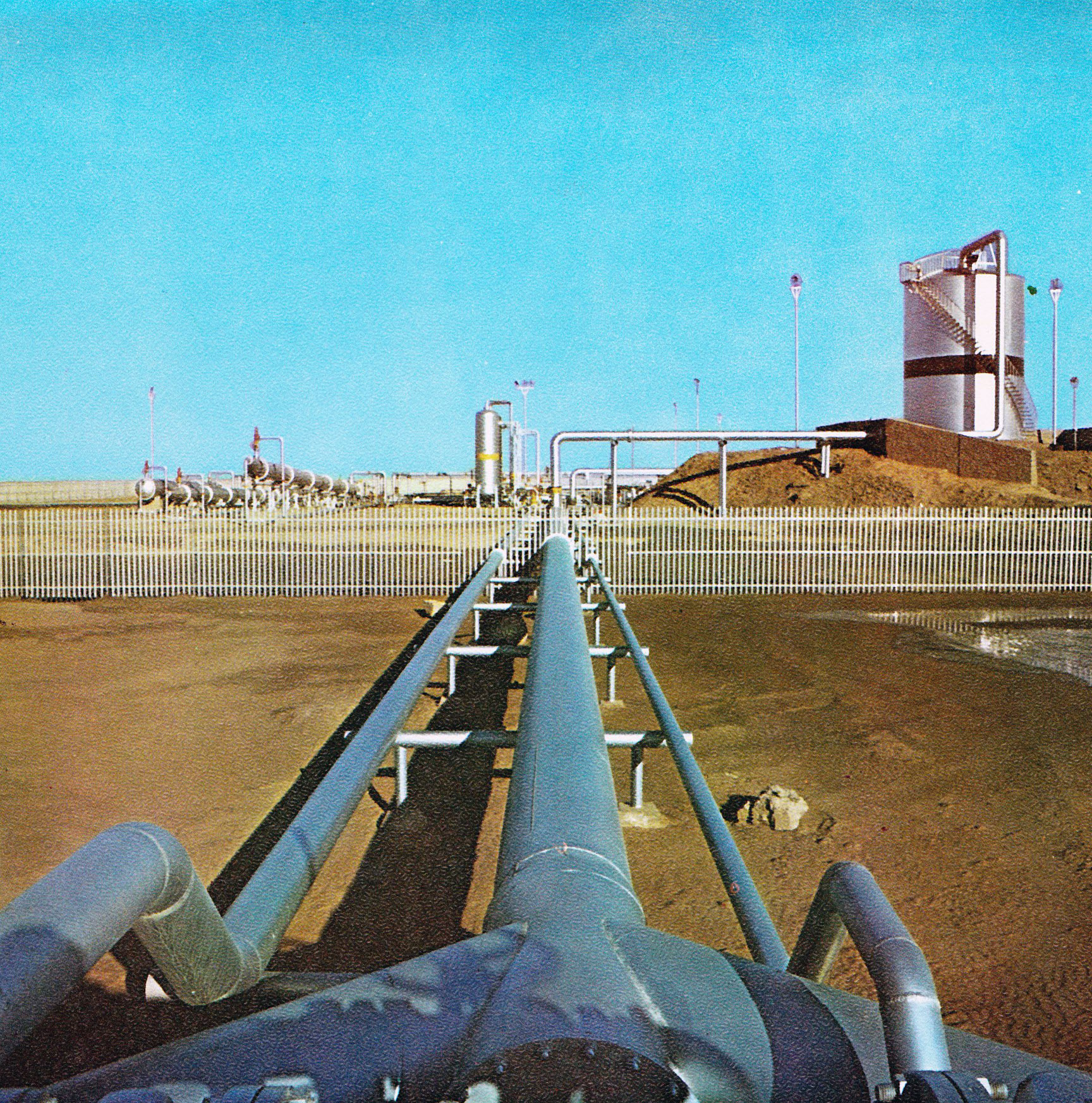
在管道表面涂上防护层，使管道和空气隔绝是简单有效的防腐措施之一

由于管道腐蚀会造成输送成本上升甚至发生泄漏等严重安全事故，因此如何延缓腐蚀即防腐就是管道养护工作的重要环节。管道防腐主要目的是延长使用寿命，铺设方式不同，防腐的要求也不同。

### 常规防腐
常规的管道防腐主要有以下几种方法，合理选材：依据不同的输送介质和环境条件选择不同种类的金属或者非金属材料；电极保护：分为阴极保护，就是外加直流电源，是原本为阳极的管道金属本身变为阴极而得到保护，或者可以将化学活性相对更为活泼的一种金属附加在管道上，使两者构成原电池，此时更活泼的金属被腐蚀而管道本身则得到保护以及阳极保护，稱為犧牲陽極法。对于钝化溶液和易钝化金属组成的腐蚀体系，可以采用外加阴极电流的外加電流法，使被保护金属设备进行阳极钝化以降低金属腐蚀；阳极保护是把被保护的设备接在外加电源的阳极，使金属表面生成钝化膜，使金属设备得到保护；介质处理：包括除去介质中腐蚀性强的成分或调解其PH值；金属表面添加防腐涂层（如：油漆）以此隔绝钢材制管道和空气中的氧气接触，以此达到保护效果。

### 缓蚀剂防腐
添加“缓蚀剂”，缓蚀剂是添加于金属设备中用于减缓腐蚀的一种专用添加剂，由于用量小、投资省和效果明显等优点，是目前管道及其他领域防腐技术的重点发展方向，缓蚀剂的防腐蚀原理可描述为反催化，即和化工生产中所使用的催化剂原理相反，缓蚀剂会提高化学反应所需的活化能，以此减慢腐蚀反应的发生速度。缓蚀剂防腐具有以下特点：用量小，且浓度一般在10%以下。基本不改变介质体系，成本低；缓蚀效率高，可以节约大量钢材，提高设备的使用寿命，如酸洗时使用缓蚀剂可以使损耗减少90％ 以上；使用缓蚀剂防腐，可以使一些先进的工艺流程得以实现；缓蚀剂具有高度的选择性，不同的腐蚀体系一般应选用不同的缓蚀剂配方，甚至同一体系，在温度、浓度、流速改变时，所用缓蚀剂也应有所不同，因此对于每一个具体的腐蚀体系应通过实验来确定适宜的缓蚀剂种类及浓度，不能套用；缓蚀剂可能随时间而消耗，随介质而流动，因此缓蚀剂的应用场所多限于循环和半循环体系。